# Steffi Jones
Stephanie "Steffi" Ann Jones (Fráncfort del Meno, Alemania Federal, 22 de diciembre de 1972) es una exfutbolista alemana con ascendencia estadounidense. Ganó la copa mundial y tres copas europeas consecutivas con el equipo alemán. Tras su retirada como jugadora ejerció de administradora y era miembro de la organización para la Copa Mundial Femenina de Fútbol de la FIFA. Desde septiembre de 2016 es entrenadora del equipo alemán.
Steffi Jones es hija de madre alemana y padre afroamericano de origen estadounidense. Su hermano Frank, era  soldado y luchó en Irak donde perdió las dos piernas.

## Carrera internacional
Steffi Jones debutó con la selección femenina de fútbol de Alemania en 1993 durante la Eurocopa Femenina contra Dinamarca. Competiría también en los Juegos Olímpicos de Sídney 2000 y Atenas 2004.

## Clubes
| Club               | País           | Año         |
| ------------------ | -------------- | ----------- |
| SG Praunheim       | Alemania       | 1988 - 1991 |
| FSV Frankfurt      | Alemania       | 1991 - 1992 |
| SG Praunheim       | Alemania       | 1992 - 1993 |
| TuS Niederkirchen  | Alemania       | 1993 - 1994 |
| SG Praunheim       | Alemania       | 1994 - 1995 |
| FSV Frankfurt      | Alemania       | 1995 - 1996 |
| SC 07 Bad Neuenahr | Alemania       | 1998 - 2000 |
| Washington Freedom | Estados Unidos | 2000        |
| 1. FFC Frankfurt   | Alemania       | 2000 - 2007 |